# I mondi del sole morente
I mondi del sole morente è una trilogia di romanzi di fantascienza di C. J. Cherryh ambientati nell'universo della Lega e della Confederazione. La serie comprende i romanzi Kesrith (1978), Shon'jir (1978), Kutath (1979), pubblicati da DAW Books. Furono ripubblicati in volume unico in Gran Bretagna nel 1987 e negli Stati Uniti nel 2000.
I tre romanzi sono tra i primi scritti da Cherryh, ma mostrano già una sicura padronanza delle tecniche narrative del genere fantascientifico, in particolare per quanto riguarda la costruzione di mondi immaginari e di razze aliene. Sia gli mri che i regul rispondono alla massima di John W. Campbell: "Mostratemi una creatura che pensi bene quanto un essere umano, o anche meglio, ma che pensi in modo diverso." Kesrith fu tra i candidati al premio Nebula 1978, al premio Hugo 1979 e al premio Locus 1979. Anche gli altri due romanzi furono candidati al premio Locus.

## Trama
I mondi del sole morente può essere considerato un romanzo di formazione, poiché uno dei temi più rilevanti è l'ingresso nell'età adulta di Niun, il protagonista mri. Ma è anche una storia di acculturazione, che descrive come il protagonista umano, Sten Duncan, vive tra gli mri e assorbe la loro cultura fino a trasformarsi in uno di loro.
La trilogia è la fonte principale di informazioni sul periodo delle guerre mri nell'universo della Lega e della Confederazione. All'inizio del primo volume, la quarantennale guerra tra umani e regul è appena terminata. Come previsto dal trattato di pace, i regul stanno per cedere Kesrith, pianeta desertico e inospitale, agli umani. Tuttavia i regul non hanno informato gli mri di Kesrith, che li hanno serviti come mercenari per più di duemila anni.
Gli mri sono stati quasi completamente sterminati nel corso del lungo conflitto, e il giovane Niun è uno dei pochissimi guerrieri superstiti. Quando i regul li tradiscono, tentando di eliminare tutti gli mri rimasti, Niun e sua sorella Melein, ultima della casta sacerdotale, con l'aiuto di Duncan recuperano nel deserto un'antica reliquia che potrebbe rivelarsi la chiave per la sopravvivenza della loro razza.
All'inizio del secondo romanzo, Niun e Melein sono prigionieri del contingente di occupazione umano giunto su Kesrith, conservati in vita dalla medicina umana, che rifiuterebbero se non fossero tenuti in sedazione. Ma il governatore umano ha un piano che potrebbe sventare il tentativo di genocidio dei mri a cui i regul sembrano decisi. Gli scienziati umani ricavano dalla reliquia mri un nastro di navigazione che, secondo la leggenda, conduce al pianeta d'origine degli mri; a Niun e Melein viene fornita un'astronave e i due partono, accompagnati da Duncan come pilota.
Poco dopo la partenza, Melein stabilisce che nulla che non sia mri può fare ritorno al loro mondo originario: di conseguenza, Duncan deve scegliere se diventare mri o morire. Con Niun come maestro, Duncan apprende le rigide regole dei kel, la casta guerriera degli mri. Il viaggio a ritroso verso il pianeta degli mri richiede un gran numero di salti attraverso l'iperspazio e un periodo di anni, dando a Duncan il tempo di assorbire la cultura mri. Salto dopo salto, pianeta dopo pianeta, i tre trovano i resti delle precedenti società mri, sempre più indietro nel tempo, ora tutte distrutte. Infine si rendono conto che in passato vi erano stati molti altri tentativi di sterminio degli mri, e che tutta la storia mri è fatta di periodi in cui essi sono stati impiegati come mercenari da altre razze, che poi tentavano di eliminarli una volta che non risultavano più loro utili, per timore che venissero utilizzati da altre razze nemiche.
Quando la nave infine raggiunge Kutath, l'antica patria mri, i tre vi trovano le tribù mri che non l'avevano lasciata. Melein assume il comando di una di esse, e Niun ne diviene il capo dei kel. Ma scoprono anche che gli umani e i regul li hanno seguiti, e che i regul sono ancora decisi a compiere il genocidio che avevano progettato. Dopo un attacco non provocato, Duncan torna all'astronave umana e uccide l'Anziano che comanda i regul.
All'inizio del terzo romanzo, i regul sono in uno stato di confusione a causa dell'assassinio del loro comandante. Duncan torna presso gli mri, e tra molte difficoltà viene accettato nella tribù. Sotto la guida di Melein, gli mri cercano l'aiuto degli elee, l'altra antica razza che abita Kutath. Dopo che un nuovo Anziano ha preso il comando della nave regul, essi riprendono l'attacco contro gli mri. Ma gli umani intervengono, impedendo il genocidio, e stabiliscono un accordo con gli mri.

## Personaggi principali
- Niun, kel'en (guerriero) mri
- Melein, sorella di Niun, già kel'e'en, poi sen'e'en (sacerdotessa) e she'pan (capo clan) dopo Intel
- Intel, she'pan (capo clan) degli mri di Kesrith
- Eddan, kel'anth (capo dei guerrieri) del clan (edun) di Intel
- Sathell S'Delas, sen'anth (capo dei sacerdoti) del clan di Intel
- George Stavros, inviato umano, prossimo governatore di Kesrith
- Sten Duncan, militare, assistente di Stavros
- Hulagh Alagn-ni, Anziano regul del doch (nazione) Alagn
- Hada Surag-gi, giovane regul

## Edizioni
- Cherryh, C. J. The Faded Sun: Kesrith, DAW Books, (1978).
- Cherryh, C. J. The Faded Sun: Shon'jir, DAW Books, (1978).
- Cherryh, C. J. The Faded Sun: Kutath, DAW Books, (1979).
- Cherryh, C. J. The Faded Sun Trilogy, (UK Omnibus), Methuen, (1987).
- Cherryh, C. J. The Faded Sun Trilogy, (US Omnibus), DAW Books, (2000), ISBN 0-88677-869-7.

### Edizione italiana
- Cherryh, C. J. I mondi del sole morente, traduzione di Gianluigi Zuddas, Milano, Editrice Nord 1991, ISBN 88-429-0415-5